# Phi4 Ceti
Désignations
Phi4 Ceti est une étoile  de couleur orange dans la constellation de la Baleine. Elle est faiblement visible à l'œil nu avec une magnitude apparente de 5,61. Basé sur un décalage de la parallaxe annuel de 9,76 mas vu de la Terre, elle est située à environ 334 années-lumière du Soleil. À cette distance, la magnitude apparente de l'étoile est diminuée d'un facteur d'extinction de 0,10 en raison de la poussière interstellaire, lui donnant une magnitude absolue de 0,70. Elle se rapproche du Système solaire avec une vitesse radiale de –19 km/s.
Il s'agit d'une étoile géante évoluée de type G avec un type spectral G8 III. Avec l'âge estimé de 1,5 milliard d'années, c'est une géante rouge sur la branche horizontale, ce qui indique qu'elle génère de l'énergie par la réaction triple alpha en son cœur. L'étoile a environ 1,76 fois la masse du Soleil et s'est étendue jusqu'à 11 fois le rayon du Soleil. Sa photosphère rayonne 60 fois la luminosité solaire à une température effective de 4 903 K.